# Riksmål Society

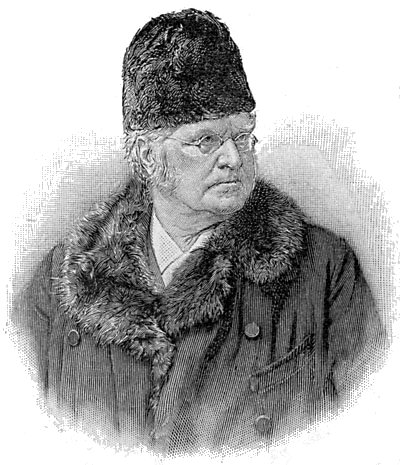
O autor e poeta Bjørnstjerne Bjørnson fundou Riksmålsforbundet em 1907

Riksmålsforbundet (Norueguês Oriental Urbano: [ˈrɪksmoːlsˌfɔrbʉnə]; tradução oficial em inglês: "The Riksmaal Society - The Society for the Preservation of Traditional Standard Norwegian") é a principal organização do Riksmål, uma variedade oficial da língua norueguesa, baseada no padrão oficial Bokmål como era antes de 1938 (consulte Conflito de idioma norueguês).
A sociedade foi fundada pelo ganhador do Nobel subsequente Bjørnstjerne Bjørnson em 7 de abril de 1907.

## História
Embora o Riksmålsforbundet tenha sido fundado em 1907 pelo poeta Bjørnstjerne Bjørnson, os esforços para organizar o apoio ao riksmål datam de 1899. Serviu como oposição aos esforços dos noruegueses que foram organizados para promover o landsmål como língua única para o país.
Riksmålsforbundet trabalha para preservar e promover o riksmål, uma forma conservadora de norueguês escrito, baseada na tradição da língua escrita dinamarquês-norueguesa. Ele sempre se opôs à política do governo samnorsk (traduzido aproximadamente "norueguês coletivo" ou "norueguês conjunto"; o prefixo sam está relacionado ao inglês same), um projeto agora abandonado para mesclar os dois principais padrões noruegueses (Bokmål e Nynorsk) em um padrão que seria usado em qualquer lugar.
Entre os membros proeminentes do movimento riksmål estavam o autor Jens Bjørneboe, seu primo André Bjerke, Terje Stigen, Carl Keilhau, Agnar Mykle, Arnulf Øverland, Sigurd Hoel, Johan Bernhard Hjort, Knut Wigert, Margrete Aamot Øverland, Sofie Helene Wigert e Varg. Entre outros porta-vozes da causa riksmål estão autores como Claes Gill, Nils Kjær, Knut Hamsun, Gabriel Scott e Henrik Ibsen.
Nos últimos anos, uma série de reformas linguísticas, particularmente as de 1981 e 2005, mostrou que muitos dos objetivos do Riksmålsforbundet foram alcançados. A política de Samnorsk foi oficialmente abandonada. Embora não seja necessariamente usada pela maioria das pessoas, a maioria das grafias de Riksmål também é considerada correta em Bokmål, depois de ter sido banida das escolas e do governo por várias décadas, como conseqüência da política de Samnorsk. A reforma de 2005 não foi uma reversão puramente parcial das reformas anteriores; algumas novas grafias foram introduzidas ou excluídas também, com base no uso real. Além disso, agora existe uma maioria política a favor da interrupção da política de discurso obrigatória na Noruega.[carece de fontes?]
Riksmålsforbundet publica a revista Ordet ("A Palavra").

## Líderes
- 1907 – 1910 Bjørnstjerne Bjørnson
- 1910 – 1911 Ragna Nielsen
- 1911 – 1916 Alfred Eriksen
- 1916 – 1918 I. M. Platou
- 1918 – 1919 Jens Jørgen Mørland
- 1919 – 1929 Gerhard Holm
- 1929 – 1936 Ragnar Ullmann
- 1936 – 1937 Alf Harbitz
- 1939 – 1945 Harald Bakke
- 1945 – 1947 Jonas Hestnes
- 1947 – 1956 Arnulf Øverland
- 1956 – 1959 Sigurd Hoel
- 1959 – 1961 Ernst Sørensen
- 1961 – 1969 Johan Bernhard Hjort
- 1969 – 1974 Aksel Lydersen
- 1974 – 1983 Knut Wigert
- 1983 – 1988 Jan Willoch
- 1988 – 1990 Erling Granholt
- 1990 – Trond Vernegg